# Deerhunter
Deerhunter é uma banda de rock alternativo de Atlanta, Geórgia, formado por Bradford Cox, Moses Archuleta, Josh McKay, Lockett Pundt e Javier Morales. Apesar de ter descrito a si mesmo como um grupo de "punk ambient", seu som incorpora uma grande variedade de gêneros, incluindo noise rock, art rock, shoegaze e pós-punk, bem como elementos pop. A banda foi iniciada em 2001 pelo vocalista Bradford Cox e  o baterista Moses Archuleta. O nome foi escolhido pelo primeiro baterista da banda, Dan Walton.

## Discografia

### Álbuns de estúdio
- Turn It Up Faggot (2005)
- Cryptograms (2007)
- Microcastle (2008)
- Weird Era Cont. (2008)
- Halcyon Digest (2010)
- Monomania (2013)
- Fading Frontier (2015)
- Why Hasn't Everything Already Disappeared? (2019)

### EP
- Fluorescent Grey EP (2007)
- Rainwater Cassette Exchange EP (2009)